# Gazzo
Gazzo es una localidad y comune italiana de la provincia de Padua, región de Véneto, con 3.924 habitantes.

## Evolución demográfica
| Gráfica de evolución demográfica de Gazzo entre 1861 y 2001 |
|                                                             |
| Fuente ISTAT - elaboración gráfica de Wikipedia             |